# Karl-Heinz Vollmann
Karl-Heinz Vollmann (* 9. April 1939 in Kindberg) ist ein ehemaliger österreichischer Arbeiterkammerfunktionär und Politiker (SPÖ), der von 1984 bis 1986 Bürgermeister seiner Heimatgemeinde war.
Vom 18. Oktober 1986 bis zum 31. Juli 1999 gehörte er dem steirischen Landtag in drei Gesetzgebungsperioden als Landtagsabgeordneter an.

## Leben und Wirken
Karl-Heinz Vollmann wurde am 9. April 1939 in Kindberg geboren und besuchte hier sowohl Volks- als auch Hauptschule. Nach dem Abschluss an der Bundesfachschule für Kunst-, Bau- und Maschinenschlosserei in Bruck/Mur trat Vollmann 1956 als Schlosser in die Oesterreichisch-Alpine Montangesellschaft, kurz ÖAMG, der späteren voestalpine, in seiner Heimatstadt Kindberg ein. Dort stieg er bis zum Leiter der Personal- und Wohnungsstelle auf, ehe er sich 1977 um die freigewordene Stelle des Amtsstellenleiters der Kammer für Arbeiter und Angestellte in Mürzzuschlag bewarb. Bis zu seiner Pensionierung im Jahr 1999 leitete er daraufhin die Amtsstelle im Norden des Bezirks.
Bereits früh engagierte sich Vollmann für die Sozialdemokraten in der Kommunalpolitik und wurde 1965 erstmals in den Kindberger Gemeinderat gewählt, ehe er 1971 zum 1. Vizebürgermeister hinter Heinz Hölzl (1924–1998) ernannt wurde. Nachdem Hölzl am 2. Juli 1984 seine Funktion als Bürgermeister und ebenso sein Gemeinderatsmandat aus Altersgründen zurückgelegt hatte, übernahm Vollmann noch am selben Tag die Geschäfte seines Vorgängers, nachdem er vom Gemeinderat einstimmig zum Nachfolger gewählt worden war. Nachdem er bei der Landtagswahl 1986 in den steirischen Landtag gewählt worden war, legte Vollmann nach etwas mehr als zwei Jahren sein Amt als Bürgermeister zurück, um sich auf seine landespolitische Tätigkeit konzentrieren zu können. In seine Amtszeit als Bürgermeister fiel etwa die Fertigstellung und die Inbetriebnahme des neuen Schulgebäudes des BORG Kindberg, dessen Bau durch Karl Eichtinger (1924–2014), ebenfalls ein langjähriger Landtagsabgeordneter aus Kindberg, initiiert worden war. Mit der Übergabe des Gebäudes endete auch die provisorische Unterbringung des BORGs im Volkshaus der Stadt Kindberg; der geordnete Unterricht wurde mit Beginn des Schuljahres 1986/87 in den neuen Räumlichkeiten aufgenommen.
Im Zuge der Gemeinderatswahl am 24. März 1985 hatte Vollmann für die Gemeinderatsfunktionsperiode von 1985 bis 1990 ein umfassendes Programm, das mitunter den Ausbau der Infrastruktur der Stadt Kindberg aber auch zahlreiche weitere Erweiterungen oder Förderungen beinhaltete, vorgelegt. Ebenfalls in seine Amtszeit fiel der „Jahrhundertschnee“ im Februar 1986, als Kindberg einer der steirischen Orte war, der mit den größten Schneehöhen konfrontiert war. Nach seiner bereits erwähnten Wahl in den steirischen Landtag stellte Vollmann sein Amt als Bürgermeister freiwillig zur Verfügung, da die gleichzeitige Ausübung beider Mandate nicht mit der von ihm selbst beantragten Unvereinbarkeitsbestimmungen fiel. Sein Nachfolger wurde Franz F. Seidl (1929–2009), der die Geschicke der Gemeinde in weiterer Folge bis 1993 leitete. Trotzdem er sein Bürgermeisteramt zurückgelegt hatte, blieb er als einfacher Gemeinderat bis 1995 erhalten. In diesem Jahr erhielt er auch die Ehrenbürgerschaft von Kindberg. Innerhalb der Gemeinde war er auch in verschiedenen anderen Funktionen vertreten (z. B. Mitglied des Sparkassenrates).
Dem Landtag der Steiermark gehörte er über die Dauer von drei Gesetzgebungsperioden vom 18. Oktober 1986 bis zu seinem Ausscheiden am 31. Juli 1999 an (XI., XII. und XIII. Gesetzgebungsperiode). In dieser Zeit setzte er sich vehement für die Erhaltung der bestehenden und die Schaffung dringend notwendiger neuer Arbeitsplätze ein. Innerhalb der SPÖ stieg er bis zum Bezirksobmann von Mürzzuschlag auf, fungierte als Landesobmann-Stellvertreter und war von 1990 bis 1999 stellvertretender Klubobmann des steiermärkischen Landtagsklubs. Darüber hinaus hatte der einstige Obmann der Jungen Generation auch den Vorsitz der Regionalkonferenz Obersteiermark Ost inne und wurde für seine vielseitige Tätigkeit im Jahre 2002 von der damaligen Landeshauptfrau Waltraud Klasnic mit dem Großen Goldenen Ehrenzeichen des Landes Steiermark geehrt.
Über vier Jahrzehnte lang bemühte er sich auch um die Förderung vieler sportlicher Aktivitäten im Mürztal und war etwa über zehn Jahre hinweg geschäftsführender Obmann des SVA Kindberg. Auch nach dem Ende seiner aktiven Zeit trat er immer wieder als Förderer in Erscheinung und war unter anderem bei der Naturbahnrodel-Juniorenweltmeisterschaft, die 2004 in Kindberg ausgetragen worden waren, Präsident des Organisationskomitees. Für diese Funktionärstätigkeit wurde Karl-Heinz Vollmann vom nunmehrigen Landeshauptmann Franz Voves im Jahre 2006 im „Weißen Saal“ der Grazer Burg mit dem Landessportehrenzeichen in Gold ausgezeichnet.
Heute (Stand: 2024) lebt Vollmann, nachdem er viele Jahre in einem Haus gelebt hatte, in einer Wohnung in seiner Heimatstadt Kindberg.

## Auszeichnungen und Ehrungen
- 1995: Ernennung zum Ehrenbürger der Stadt Kindberg[1]
- 2002: Verleihung des Großes Goldenes Ehrenzeichen des Landes Steiermark[1]
- 2006: Erhalt des Landessportehrenzeichens in Gold[1]